# Имерницин
Имерницин — хутор в Брюховецком районе Краснодарского края.
Входит в состав Брюховецкого сельского поселения.

## География
Хутор находится на востоке Брюховецкого района, на берегах реки Незайманки (приток Бейсуга).

## Население
| 2002 | 2010 |
| ---- | ---- |
| 163  | ↘147 |

- ул. Кольцевая,
- ул. Садовая.